# Strošek pomněnkový

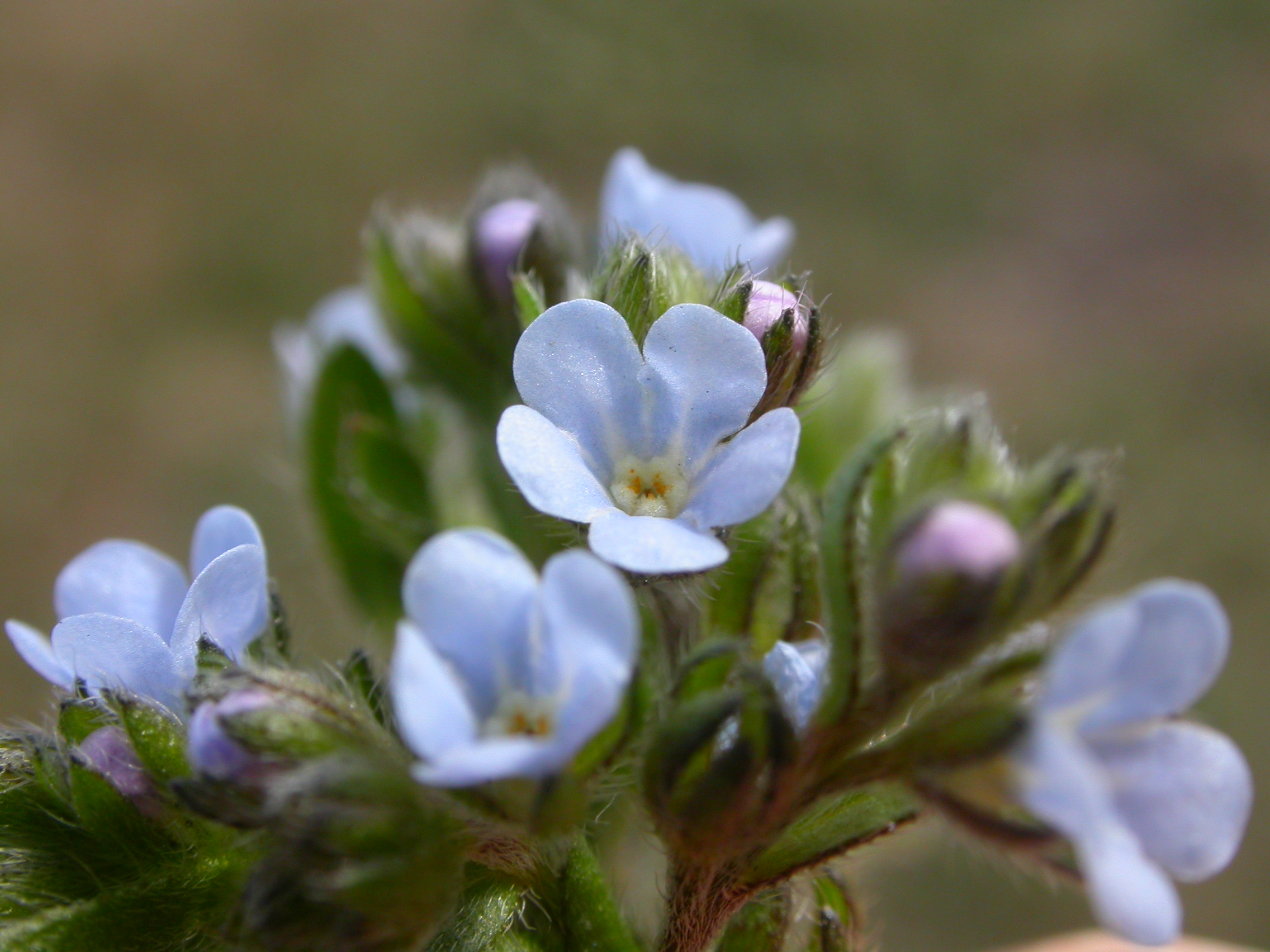
Květy

Strošek pomněnkový (Lappula squarrosa) je nevysoká, nenápadná bylina teplých a sušších míst. Je sice v české přírodě původní druh, ale pro změny v obhospodařování krajiny se vyskytuje jen řídce a byl v "Seznamu cévnatých rostlin květeny České republiky" zařazen mezi ohrožené druhy (C3).

## Rozšíření
Přirozený areál má rozsáhlý, v Evropě se vyskytuje od Španělska v pásu mezi Středozemním mořem a 60° severní zeměpisné šířky východním směrem do Asie. Dále pokračuje přes Turecko a Kavkaz na Sibiř, do Střední Asie, Mongolska, Číny, na Dálný východ i Korejský poloostrov. Druhotně byl rozšířen do severněji položených oblastí Evropy a mnoha částí Ameriky a Austrálie.
V České republice se vyskytuje hlavně na střední Moravě v okolí Brna a západní Moravě v podhůří Českomoravské vrchoviny. Dále bývá v menších počtech vídán na jihu a západě Čech, ojediněle pak na severu Moravy a ve Slezsku.

## Ekologie
Je rostlinou teplých míst, roste hlavně v termofytiku, méně často v přilehajícím mezofytiku, většinou na neutrálních až mírně zásaditých, vysýchavých půdách s dostatkem humusu, na podloží z čediče nebo vápence. Nejvýše položené místo v Česku kde roste je na Milešovce (820 m n. m.). Vyhovují mu osluněné stráně, kamenité pastviny, louky, pole i úhory, písčiny, nezřídka i zbytky neudržovaných zdí a další lidmi narušovaná stanoviště. Kvete od června do srpna. Rostlina v čerstvém stavu zapáchá a není zvířaty spásána.

## Popis
Jednoletá nebo dvouletá ozimá, drsně chlupatá bylina, jejíž přímé, tuhé, v horní části větvené lodyhy dosahují do výšky 20 až 50 cm. Jednoletá rostlina mívá lodyhu jednu, ozimá několik. Listy v přízemní růžici jsou krátce řapíkaté, podlouhlé, delší než lodyžní a záhy zasychají. Lodyžní listy jsou střídavé, přisedlé, úzce kopinaté, tuhé, na okraji podvinuté a někdy až 5 cm dlouhé, směrem vzhůru se zmenšují.
Drobné, světle modré, asi 3 mm široké, pětičetné květy podobné pomněnkovým vyrůstají na krátkých stopkách v rozkladitých, řídkých vijanech s listeny podobnými listům lodyhy. Kališní lístky jsou čárkovité a pouhých 2 mm dlouhé. Korunní lístky jsou stejné a jen o málo delší než kališní, mají světle modrou barvu a v ústí nálevkovité trubky světle žluté šupinky pakorunky. Pět tyčinek přiléhající ke korunním lístkům je kratších než korunní trubka, stejně jako tenká blizna, semeník je čtyřdílný. Na bázi gynecea je prstenec vylučující nektar.
Plod je poltivý, asi 5 mm velký, na krátké stopce. Obsahuje čtyři vejčité, 3 mm dlouhé, trojboce smáčknuté tvrdky obalené v prodlouženém vytrvalém kalichu. Tvrdky mají na hranách řady ostének s háčky, kterými se přichycují za srst zvířat.

## Význam
V Evropě je strošek pomněnkový bez ekonomického významu. V Americe i Austrálii je však problematickou rostlinou. Často se vyskytuje v porostech obilovin, kde jeho tvrdky kontaminují sklizené obilí. Také hojně roste v oblastech chovu ovcí, které ho pro jeho zápach nespásají a tvrdky znehodnocují jejích vlnu tím, že se ostnatými háčky do ní zamotávají.

## Galerie

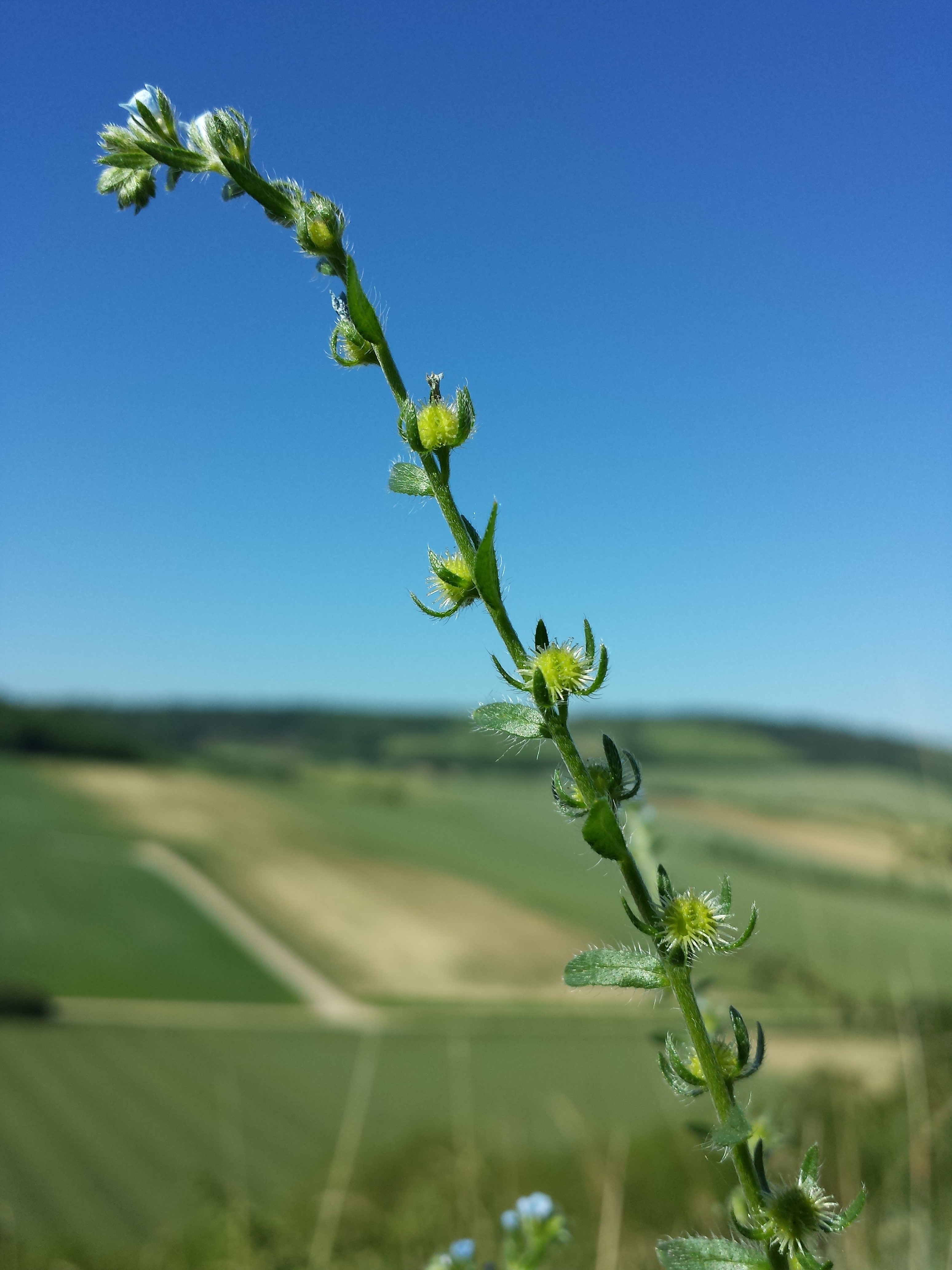
Květenství
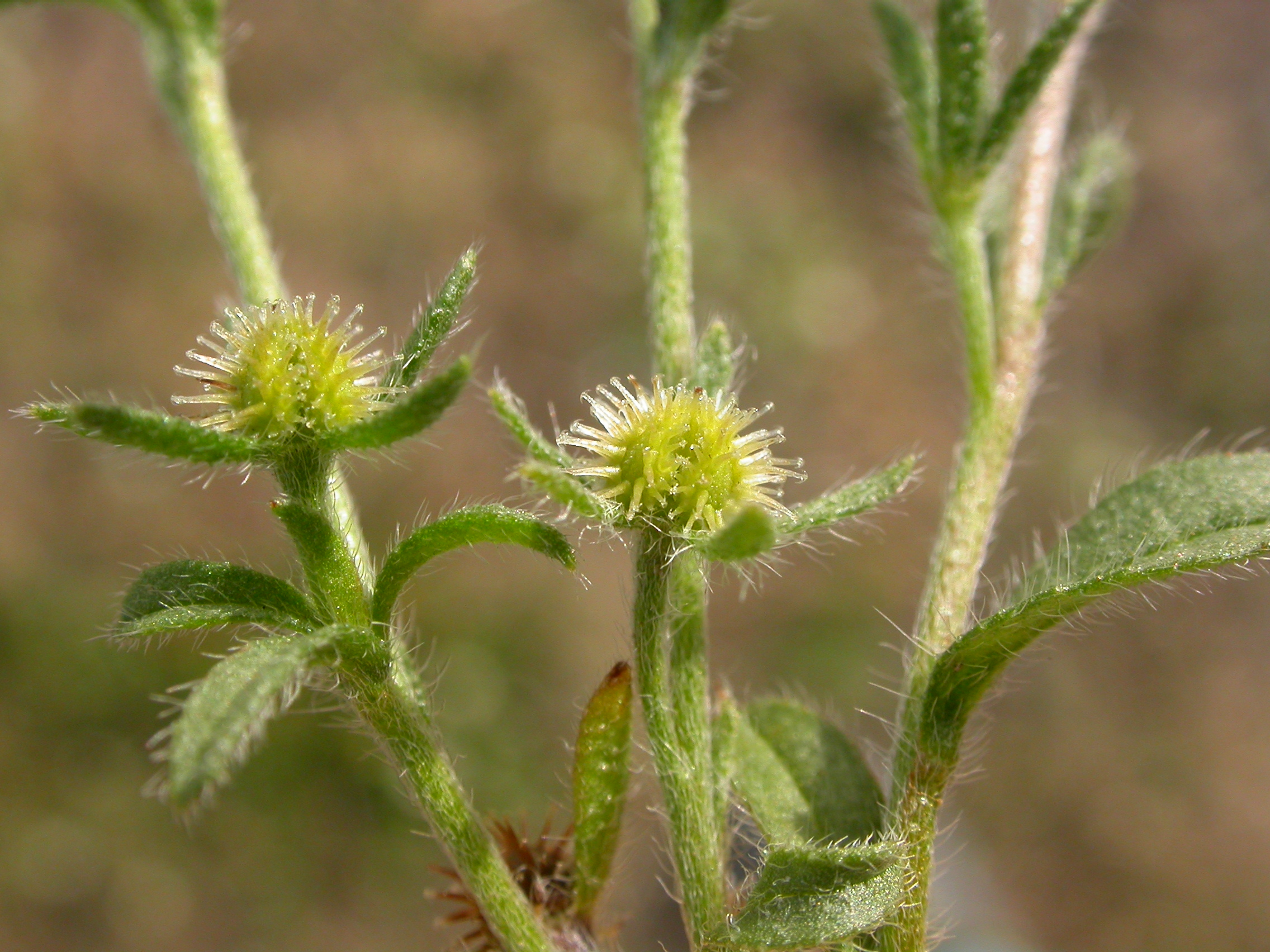
Nezralé plody
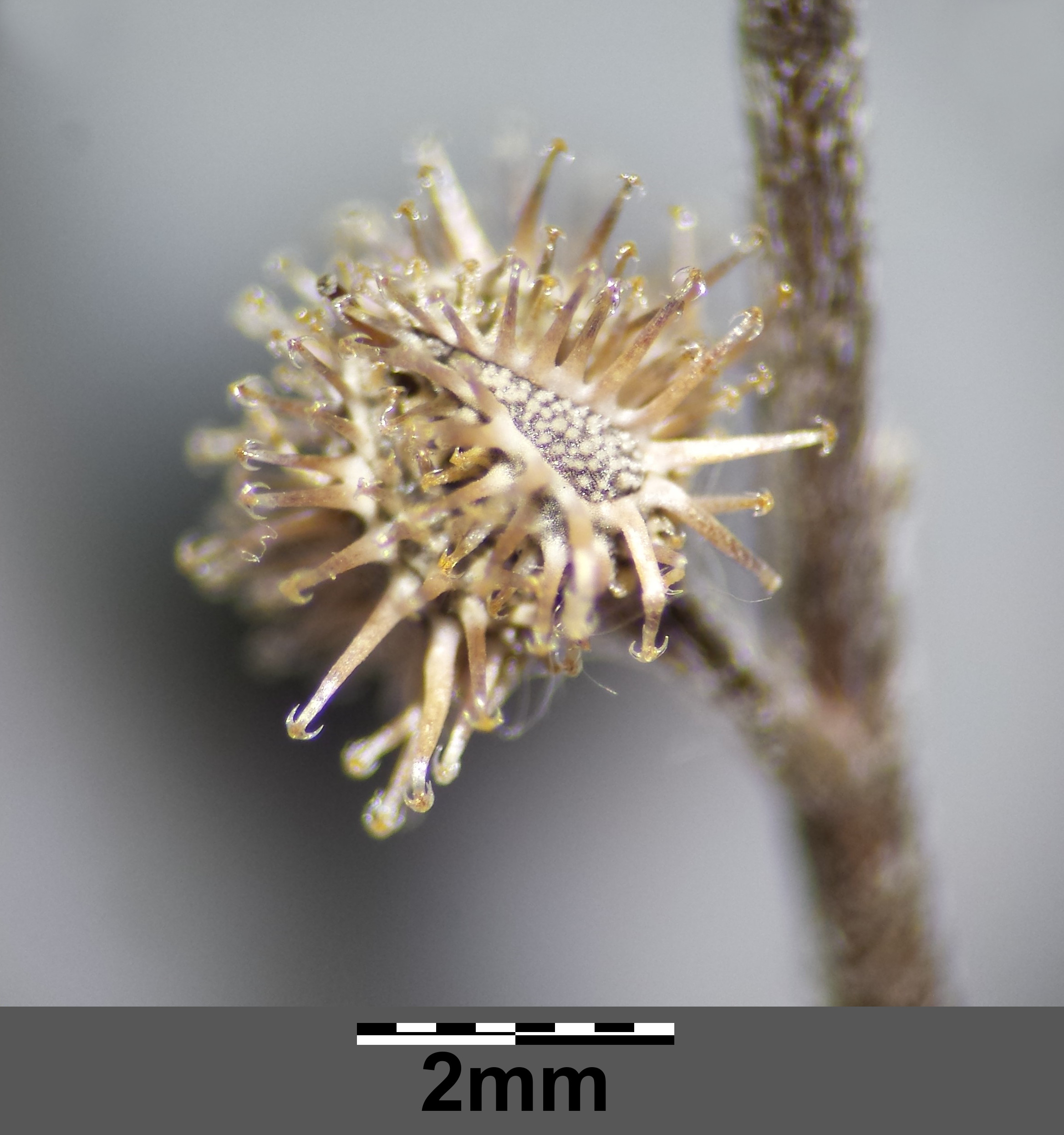
Zralé plody
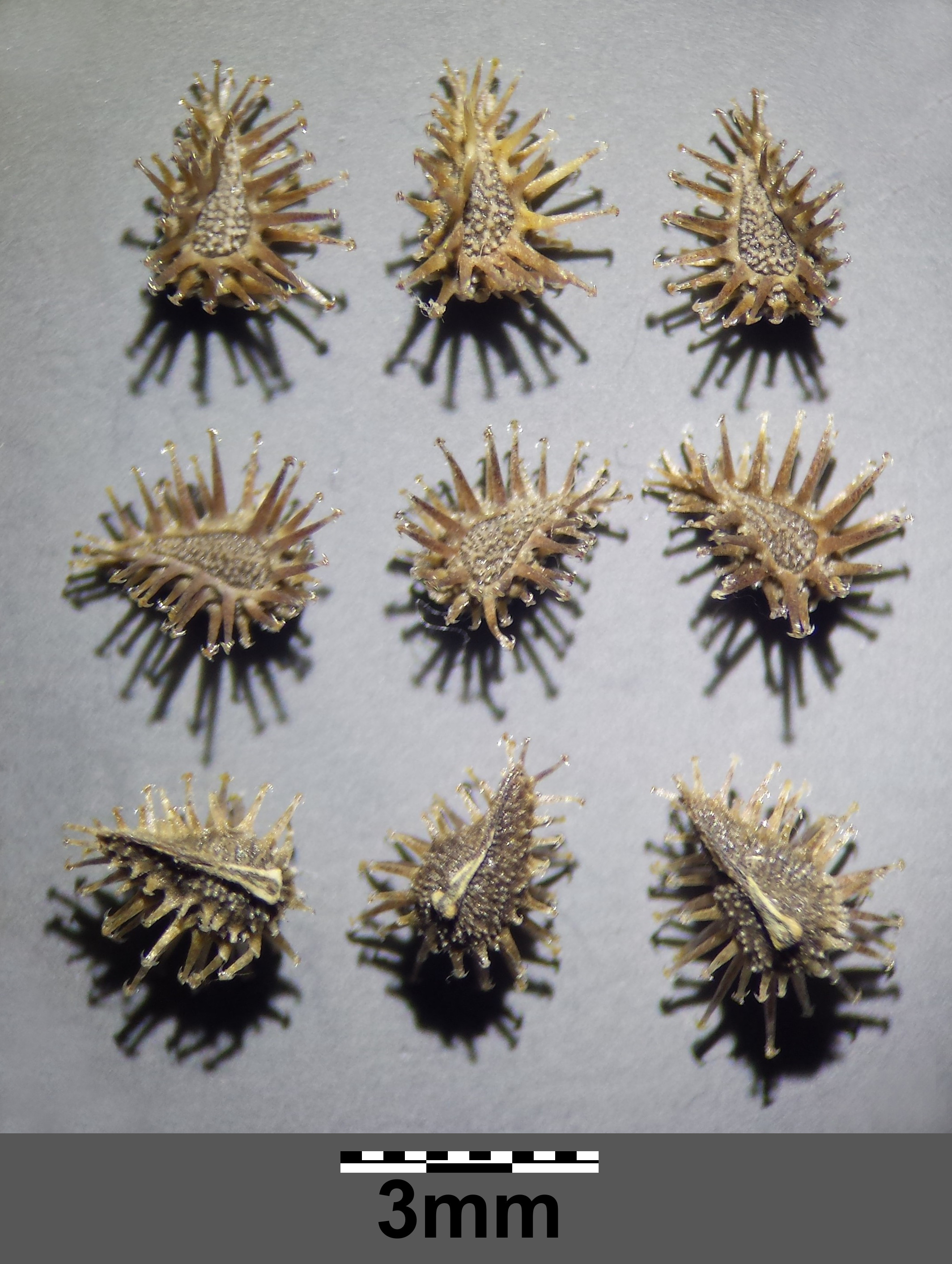
Tvrdky s háčky